# Estearato de calcio
El estearato de calcio es un carboxilato de calcio, clasificado como jabón de calcio. Es un componente de algunos lubricantes, tensioactivos y de muchos alimentos. Es un polvo ceroso blanco.

## Producción y ocurrencia
El estearato de calcio se produce calentando ácido esteárico y óxido de calcio:
{\displaystyle {\ce {2C17H35COOH + CaO -> Ca(C17H35COO)2 + H2O}}}
También es el componente principal de la espuma de jabón, un sólido blanco que se forma cuando el jabón se mezcla con agua dura. A diferencia de los jabones que contienen sodio y potasio, el estearato de calcio es insoluble en agua y no forma buena espuma. Comercialmente se vende como una dispersión al 50% en agua o como un polvo secado por aspersión. Como aditivo alimentario se le conoce con el Número E genérico E470.

## Aplicaciones
El estearato de calcio es un material ceroso con baja solubilidad en agua, a diferencia de los jabones tradicionales de sodio y potasio. También es fácil y económico de producir y presenta una baja toxicidad. Estos atributos son la base de muchas de sus aplicaciones. Existen aplicaciones relacionadas para el estearato de magnesio.
- El estearato de calcio se usa como agente de flujo y acondicionador de superficies en algunos dulces como Sabelotodos, Rompe Mandíbulas y Juergas.
- Es un agente impermeabilizante para tejidos.
- Lubricante en lápices y crayones.
- La industria del hormigón utiliza estearato de calcio para el control de la eflorescencia de los productos cementosos utilizados en la producción de unidades de mampostería de hormigón, es decir, adoquines y bloques, así como para la impermeabilización.[4]
- En la producción de papel, el estearato de calcio se utiliza como lubricante para proporcionar un buen brillo, evitando el polvo y el agrietamiento en la fabricación de papel y cartón.
- En plásticos, puede actuar como eliminador de ácido o neutralizador en concentraciones de hasta 1000 ppm, lubricante y agente de liberación. Se puede usar en concentrados de colorantes plásticos para mejorar la humectación de los pigmentos. En PVC rígido, puede acelerar la fusión, mejorar el flujo y reducir el hinchamiento de la matriz.
- Las aplicaciones en la industria farmacéutica y del cuidado personal incluyen desmoldantes para tabletas, agentes antiadherentes y agentes gelificantes.
- El estearato de calcio es un componente de algunos tipos de antiespumantes.
- Agente antiaglutinante.[5]